# Juventud de Acción Popular
La Juventud de Acción Popular (JAP) fue una organización juvenil española de ideología derechista, primero del partido Acción Popular (AP) y, posteriormente, de la Confederación Española de Derechas Autónomas (CEDA). Sus miembros eran conocidos popularmente como los Camisas verdes.

## Historia
La organización fue originalmente fundada en febrero de 1932 bajo el nombre de Juventudes de Acción Nacional (JAN), como rama juvenil del partido Acción Nacional, que un año después fue renombrado como Acción Popular (AP); a partir de ese momento las juventudes adoptaron su nombre definitivo. En su manifiesto fundacional las JAP declaró la guerra al comunismo y a la masonería, «que al negar las tradiciones de España, niegan a España misma».
Ese mismo año AP pasó a integrarse en la Confederación Española de Derechas Autónomas (CEDA), una coalición política de partidos que se creó para concurrir a las elecciones parlamentarias de 1933. Las juventudes se convirtieron así en la organización juvenil de la CEDA, destacando ya entonces por su papel en la movilización y la agitación. Los excelentes resultados de la CEDA en las elecciones de 1933 auparon a su líder, José María Gil-Robles, convirtiéndolo en el gran líder de la derecha y también del movimiento juvenil. El fundador de las JAP y primer líder fue José María Valiente Soriano, que en una ocasión llegó a declarar que quería «forjar hombres nuevos, una juventud auténtica, alegre, optimista, española [...] no como esa otra, triste y áspera, avinagrada, atiborrada de novelas rusas e hija indigna de la anárquica generación del 98». Después de que Valiente fuera expulsado de la CEDA y las JAP en 1934, fue reemplazado por José María Pérez de Laborda, hasta entonces vicepresidente.
Acto en El Escorial
El 22 de abril de 1934 organizaron un acto de concentración, su primera asamblea nacional, en las proximidades del Monasterio de El Escorial, causando una gran sensación entre el público de la época, hasta el punto de que la CNT convocó una huelga general en la provincia de Madrid para ese día. El acto, que congregó a alrededor de 20 000 asistentes, llegó a ser calificado por José Antonio Primo de Rivera como un «espectáculo fascista». Según la prensa, los jóvenes portaban grandes banderas con lazos negros en señal de luto por su compañero Rafael Roca. Tras una misa de campaña en la explanada del monasterio el presidente de la Juventud madrileña José María Valiente dio lectura a una lista de 13 afiliados muertos a consecuencia de agresiones. Luego se aprobó el Reglamento de la formación, donde se mostraba una abierta simpatía hacia el antiparlamentarismo y la "democracia orgánica", y conteniendo asertos como el famoso «los jefes nunca se equivocan». Por último habló José María Gil-Robles, quien eligió a un conocido oficial de la Guardia Civil, Lisardo Doval, para que dirigiera el adiestramiento militar de los escuadrones de las JAP. Esa tarde, a las 18:00 horas, en la Puerta del Sol fueron tiroteados desde un tejado los guardias de Seguridad y Asalto que vigilaban el Ministerio de Gobernación. Los agentes repelieron la agresión. Se oyeron más de 200 disparos. Como consecuencia, resultó muerto un joven llamado Plácido Fernández Pita y hubo dos heridos graves.
Radicalización
Durante los años del llamado "Bienio conservador" las JAP provocaron numerosos disturbios y altercados en las calles, creando un ambiente que hiciera justificable la instauración de un régimen autoritario. Por ejemplo, en los primeros meses de 1934 emprendieron una campaña de confrontaciones violentas contra miembros de la izquierda, en una acción que no se había visto desde la instauración de la Segunda República en 1931. No obstante, hay que señalar que en el periodo de la II República las organizaciones juveniles se caracterizaron por su carácter violento. En este sentido, unas y otras organizaciones escapaban con frecuencia al control de sus respectivos partidos y con su actividad violenta contradecían abiertamente la actividad de estos en el Parlamento. Emplearon el lema «España, una; España, justa; España, imperio». Durante la campaña electoral de 1936 las JAP adoptaron lemas que se asemejaban al lenguaje empleado por Hitler y Mussolini.
El proceso de radicalización (y de fascistización) que experimentó la organización se vio reflejado en las conclusiones que se aprobaron en la quinta asamblea nacional de la JAP celebrada en diciembre de 1935. De ellas se pueden destacar los siguientes puntos:

Tercero. La JAP manifiesta su decisión de trabajar, por todos los medios lícitos que estén a su alcance, para instaurar en España una nueva vida de disciplina, austeridad, de continuidad, de limitación de las libertades criminales.
Cuarto. Afirmar la decisión de declarar la guerra sin cuartel al marxismo vergonzante y desvergonzado, al sectarismo cerril y a la masonería, proclamando con más vigor que nunca la unidad indisoluble de España.

La derrota de la CEDA en las elecciones de febrero de 1936 dejó a la coalición de derechas inmersa en una honda crisis. Muchos de sus jóvenes se vieron entonces defraudados por la política de Gil-Robles durante los años anteriores, al considerar que había desperdiciado la ocasión de hacerse con el poder. A lo largo de la primavera siguiente unos 15.000 miembros abandonaron las JAP y pasaron a integrar las filas de la Falange Española de José Antonio Primo de Rivera. El diputado conservador Ramón Serrano Suñer, a pesar de formar parte del grupo parlamentario de la CEDA, fue uno de los que animó a las juventudes cedistas a pasarse a las filas del partido fascista. Paradójicamente, este movimiento de militantes llevó al reforzamiento de la Falange, que en las elecciones de febrero había cosechado un rotundo fracaso y que además se había visto muy debilitada por la acción policial contra sus locales o por las detenciones de militantes. Poco antes del comienzo de la Guerra civil las JAP todavía tenían en sus filas a unos 12 000 miembros. Las JAP dejaron de existir efectivamente en abril de 1937, tras la introducción del Decreto de Unificación.
Mártires
En sus actos y en sus publicaciones, las JAP recuerdan el nombre de sus mártires con el grito de ¡Presente y adelante! La primera víctima mortal de Acción Popular fue Salvador Morales, de El Real de San Vicente, provincia de Toledo, fallecido el 8 de agosto de 1932. Le siguió Domingo Izquierdo, militante de Derecha Regional Valenciana, fallecido en Masamagrell el 30 de marzo de 1933. Después vino José Ruiz de la Hermosa, de la JAP, fallecido en Daimiel, provincia de Ciudad Real, el 3 de noviembre de 1933. Con la muerte del estudiante Rafael Roca Ortega la JAP habla de 13 mártires. En efecto, el mes de noviembre de 1933 fue sangriento. Murieron al menos 9 miembros de sus filas. Entre ellos podemos citar a Juan Alonso Ferrera, asesinado en Sevilla el 19 de noviembre de 1933 o José Escribá Gregori, fallecido en Fuente Encarroz, provincia de Valencia, el 16 de noviembre de 1933. 

## Características
Los miembros JAP llevaban una indumentaria compuesta por camisas verdes y empleaban un saludo que imitaba el saludo fascista al elevar el brazo hasta la mitad para arriba. La ambigüedad del saludo casaba muy bien con la ambigüedad política e ideológica de la CEDA.
Buena parte de sus miembros eran estudiantes, mientras que otros muchos procedían de los sectores obreros. En los actos públicos, las juventudes mostraron una clara inclinación e influencia fascistas, inspirados por los movimientos juveniles de la Alemania nazi y la Italia fascista. Defendían el empleo de métodos autoritarios y en última instancia, la instauración de un estado corporativo. Para Hugh Thomas constituían un «grupo excitado e impaciente de señoritos».
La JAP, en mayor medida que la CEDA, experimentó un proceso de fascistización, aunque nunca llegó a constituir una organización propiamente fascista (de hecho nunca contó con una milicia armada). Sin embargo sus concentraciones de exaltación nacionalista en lugares emblemáticos para una determinada concepción tradicionalista de la historia de España como El Escorial, Covadonga, San Juan de la Peña, Uclés, Medina del Campo y Santiago de Compostela presentaban muchas similitudes con las de los fascistas, incluyendo el culto a la personalidad de Gil Robles, calificado como «salvador de España» y del que se decía que, al igual que Mussolini, nunca se equivocaba: «los asistentes portaban uniformes, insignias, estandartes, cantaban un himno, proclamaban un juramento, hacían declaraciones de obediencia al jefe [Gil Robles], y realizaban un saludo parecido al romano: en posición de firmes, llevando la mano derecha al lado contrario y a la altura del corazón».

## Publicaciones
Durante su corta existencia las Juventudes de Acción Popular contaron varias órganos de expresión. Entre 1934 y 1936 se editó en Madrid una revista, JAP, que se publicó con carácter semanal; constituyó la publicación más importante de entre todos los órganos de las Juventudes de Acción Popular. En otros puntos de la geografía española también se editaron publicaciones, con diferente duración e importancia. En Palma de Mallorca se editó entre 1935 y 1936 el semanario Acción, de escasa influencia. En Ávila se editó entre 1933 y 1934 el órgano juvenil J.A.P., de publicación quincenal. En Málaga capital las juventudes editaron el semanario Adelante.